# La Femme qui ne supportait pas les ordinateurs
La Femme qui ne supportait pas les ordinateurs est un jeu vidéo de type fiction interactive (roman interactif), publié par Froggy Software sur Apple II en 1986. Le jeu a été écrit par Chine Lanzmann (sous le pseudonyme de "Chine"), et programmé par Jean-Louis Le Breton, fondateur de Froggy Software. La couverture a été dessinée par Jean Solé.
Ce jeu est une des premières œuvres de fiction interactive de France à avoir été réalisée par une femme. Par ailleurs, il est considéré comme étant un des premiers jeux vidéo à aborder la thématique du cyberharcèlement genré, et de l'expérience des femmes sur les réseaux sociaux.

## Description
Le jeu se déroule sur le réseau Calvados, réseau fréquenté par les deux auteurs du jeu à l'époque. Il imite son interface et ses services (messages entre utilisateurs, salon de messagerie instantanée globale, dépêches AFP, etc.), comme si le micro-ordinateur du joueur y était connecté. On croise aussi, dans un salon de messagerie instantanée, les pseudonymes des habitués du réseau à l'époque (« Lumbroglio » pour Lionel Lumbroso, « Chine » pour Chine Lanzmann, « Pepe Louis » pour le fondateur de Froggy Software Jean-Louis Le Breton, « Benv » pour François Benveniste, etc.).
Dans le jeu, le joueur incarne une femme sur le réseau Calvados, qui doit repousser les avances de nombreux personnages, dont l'ordinateur, Ordine, prêt à tout pour être le seul prétendant. Le jeu est entièrement textuel, et l'interaction du joueur se fait en répondant aux questions par « oui » ou « non ». Il y a 6 fins possibles.
À sa sortie, le jeu fit l'objet de quelques tests dans les magazines de l'époque. Jeux et Stratégie loue l'humour du jeu, alors que Tilt déplore l'étroitesse de l'arborescence, et l'écriture en langage parlé tentant de recréer l'ambiance d'un salon de chat.
La Femme qui ne supportait pas les ordinateurs a déjà été qualifié de contreculturel en raison notamment de son aspect autoréférentiel, le jeu se fondant sur l'expérience de modération même de ses développeuses et développeurs qui, en outre, apparaissent dans sa diégèse.